# Константин Скрима
Константин Скрима (на румънски: Constantin Scrima) е арумънски писател.

## Биография
Константин Скрима е роден на 20 септември 1918 година в южномакедонското влашко село Периволи, тогава в Османската империя, днес Гърция. В 1921 година заедно със семейството си емигрира в Румъния и се установява в Добрич.
През 1937 г. дебютира със стихове в списанието на Червения кръст. Между 1937 и 1941 година преподава във Филологическо-философския факултет на Букурещкия университет. От февруари 1941 до октомври 1945 година е в армията, като резервистки офицер, участва във Втората световна война, ранен е и е награден с ордени. Пише оригинална поезия, проза, репортажи, есета и статии в „Универсул Литерар“, „Миниатюри“, „Прогресул“, „Демандаря“, „Добруджа Жуна“, „Талазул“, „Ганд Спре Сат“, „Зари Албастре“ и други.
От 1945 до 1978 година е професор по румънски език и литература в Кюстенджа, в Народния университет.

## Трудове
- Panagiri, Colectia Adonis, Bucuresti, 1939.
- Chemarile din noapte, Ed. Herald, Bucuresti, 1995.
- Lupta cu moartea, Ed. Herald, Bucuresti, 2007.[2]